# Yuta Someya
Yuta Someya (染谷 悠太, Someya Yuta) est un footballeur japonais né le 30 septembre 1986. Il évolue au poste de défenseur central.

## Biographie
Yuta Someya joue cinq matchs en Ligue des champions d'Asie avec le club du Cerezo Osaka. Il atteint les huitièmes de finale de cette compétition en 2014, en étant battu par l'équipe chinoise du Guangzhou Evergrande.